# Rotavírus
A rotavírusok a vírusok Reoviridae családjának Rotavirus nemzetségéhez tartozó, kétszálú RNS-genommal rendelkező fajok, a kisgyerekek hasmenéses megbetegedéseinek leggyakoribb kórokozói. A világon ötéves koráig szinte minden gyerek megfertőződik velük legalább egyszer. Minden egyes fertőzéssel erősödik az immunitás, így a klinikai tünetek egyre enyhülnek; a felnőttek már csak ritkán érintettek. A nemzetségbe kilenc faj tartozik, a rotavírus A, B, C, D, E, F, G, H és I. A leggyakoribb az A változat, a humán megbetegedések 90%-át ez okozza. A rotavírusokat 1973-ban fedezte fel az ausztrál Ruth Bishop.
A vírus széklettel terjed. A szervezetbe jutva a vékonybél hámsejtjeiben szaporodik és eközben bélhurutos tüneteket okoz. Bár a csecsemők és kisgyerekek súlyos hasmenéses eseteik kb. egyharmadáért felelős, közegészségügyi jelentőségét sokszor alábecsülik, különösen a fejlődő országokban. A rotavírusok az állatokat, azon belül a haszonállatokat is képesek megfertőzni.
A gyerekkori rotavírus-fertőzés általában könnyen kezelhető betegség; ennek ellenére csak 2013-ban ez a kórokozó felelt a hasmenéses okozta gyermek-halálesetek 37%-áért, világszerte 215 ezer áldozatot szedve. Döntő többségük a fejlődő országokban történt. Az Egyesült Államokban az oltási program bevezetése előtt a rotavírusok évente 2,7 milliónyi súlyos megbetegedéses esetet okoztak, amelyből 60 ezren kerültek kórházba, átlagosan 37-en pedig életüket vesztették. A betegséget védőoltással lehet megelőzni, a fertőzés esetén pedig legfontosabb a megfelelő folyadékpótlás. Azokban az országokban, ahol vakcinációs programot vezettek be, a rotavírusos fertőzések száma és súlyossága meredeken csökkent.

## Biológiája

### A rotavírusok típusai
A rotavírusoknak kilenc faja ismert: A, B, C, D, E, F, G, H és I. Az embereket leggyakrabban az A, ritkábban a B és C változatok fertőzik meg. Az A–E fajok más állatokban is okoznak megbetegedéseket, az E és H fajok sertéseket, a D, F és G madarakat, az I macskákat fertőz.
Az A fajon belül több különböző törzset, szerotípust különítettek el. Az influenzavírushoz hasonlóan ezeket is két felszíni fehérjéjük szerint osztályozzák. A VP7 glikoprotein határozza meg a G-szerotípust, a proteázszenzitív VP4 pedig a P-t. A G- és P-csoportot meghatározó fehérjék génjei egymástól függetlenül öröklődnek, így számos különböző kombináció jöhet létre. A rotavírus A számára egy teljes genotipizálási rendszert fejlesztettek ki, amely lehetővé teszi az atipikus törzsek eredetének visszafejtését. Az egyes G és P-változatok előfordulási gyakorisága az országokon belül és között, valamint időben is gyorsan változhat.

### Szerkezete
A rotavírusok genomja 11 különböző darab kettős szálú RNS-molekulából áll, amelyek együttes hossza 18 555 nukleotidot tesz ki. A molekulákat 1-től 11-ig számozták meg csökkenő sorrendben és valamennyin egy gént találunk. Minden gén egy fehérjét kódol, kivéve a 9-est, amelyik kettőt. A genomot egy háromrétegű, ikozaéder alakú fehérjekapszid veszi körbe. A vírusrészecskék átmérője maximum 76,5 nm lehet. A vírus lipidburokkal nem rendelkezik.

### Proteinjei

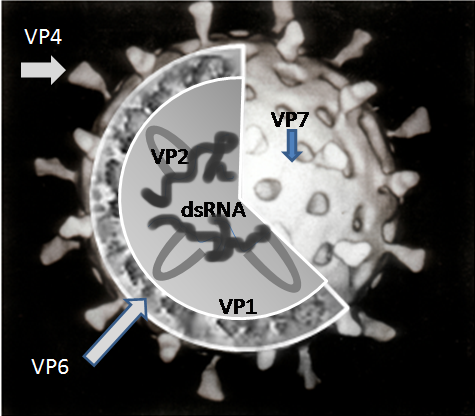
A rotavírus struktúrproteinjeinek elhelyezkedése

A vírusrészecskét (viriont) hat vírusfehérje alkotja. Ezeknek az ún. struktúrproteineknek az elnevezése: VP1, VP2, VP3, VP4, VP6 és VP7. Rajtuk kívül a vírus hat másik, „nem-struktúr” fehérjét is termel, de ezek a fertőzött sejten belül hatnak és a virionba nem kerülnek be. Ezek az NSP1, NSP2, NSP3, NSP4, NSP5 és NSP6.
Az összesen 12 vírusfehérje közül legalább 6 képes kötődni az RNS-hez. Pontos feladatuk egyelőre nem teljesen ismert, feltételezik, hogy a genom másolásához, virionba való csomagolásához és a génexpresszió szabályozásához lehet közük.

#### Struktúrproteinek

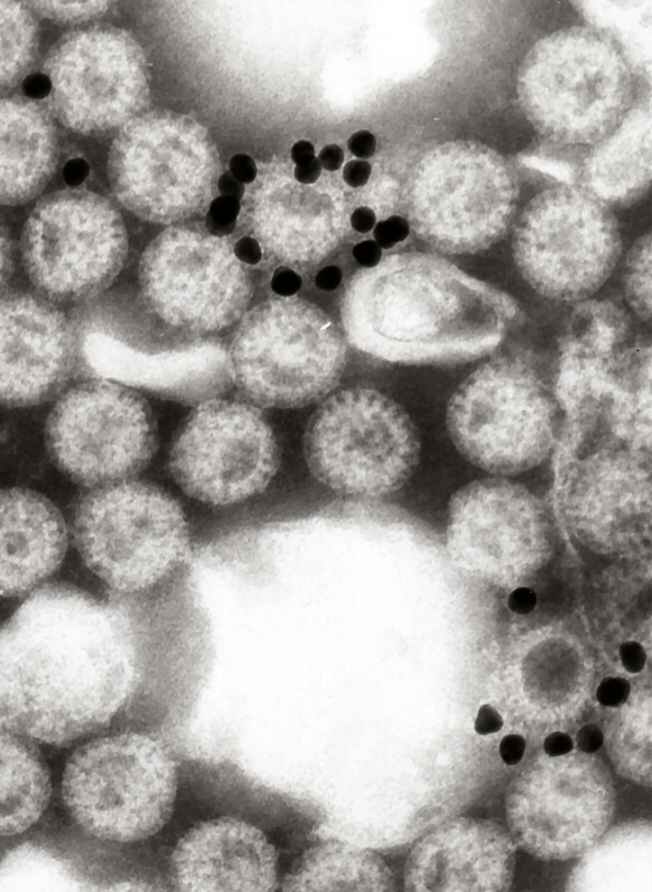
Rotavírusok elektronmikroszkópos képe, ahol a VP6 fehérjéhez specifikus ellenanyagokkal borított arany-nanorészecskék (kis fekete gömbök) kötődnek

A VP1 a virion közepén található és funkciója szerint RNS-polimeráz. A megfertőzött sejtben mRNS-t készít a vírusgénekről a fehérjék termeléséhez, valamint a szaporodáshoz számos kópiát készít a genomról.
A VP2 a kapszid belső rétegét alkotja és megköti az RNS-genomot.
A VP3 is a vírusrészecske belsejében található és feladata szerint egy guanilil-transzferáz enzim. Működése során 5' cap-pal ("sapkával") látja el a genomról átírt mRNS-t. A sapka védi meg a molekulát a sejt nukleinsavakat bontó enzimeitől, a nukleázoktól.
A VP4 egy felszíni fehérje, amely tüskeként mered ki a rotavírus felületéről. Ő felelős azért, hogy megkösse a leendő gazdasejt felszínén a megfelelő receptort. Éretlen alakjában nem képes elvégezni a feladatát, fertőzőképessé válásához előbb a gyomor tripszin enzimének VP5* és VP8* fehérjékké kell hasítania. A VP4-tő függ a vírus virulenciája (betegségokozó képessége) és ő határozza meg az osztályozás során a P-típust. Emberek esetében összefüggés mutatható ki a vércsoport szekrétor státusza és a rotavírus-fertőzésre való érzékenység között. A non-szekrétorok ellenállóak a vírus P[4] és P[8] törzseivel szemben, vagyis feltehető, hogy a vércsoport-antigének receptorként szolgálhatnak a vírus számára.
A VP6 alkotja a kapszid nagy részét. Az immunrendszer jól reagál rá és általában ezt használják a rotavírusok fajainak elkülönítésére. A rotavírus A-t detektáló tesztek is ezt a fehérjét ismerik fel.
A VP7 egy glikoprotein, amely a virion külső felszínen található. Strukturális feladatain kívül meghatározza a G-csoportokat az osztályozás során és a VP6-hoz hasonlóan szintén sok ellenanyag képződik ellene.

#### Nem-struktúrproteinek
Az NSP1, az 5. gén terméke egy RNS-kötő fehérje. Képes blokkolni az interferonválaszt, amellyel a veleszületett immunrendszer védi a szervezetet a vírusfertőzéssel szemben. Az NSP1 hatására a gazdasejt fehérjebontó proteoszómái lebontják azokat a szignálproteineket (az ún. interferon regulációs faktor transzkripciós faktorokat), amelyek szükségesek az interferontermelés beindításához.
Az NSP2 szintén RNS-kötő protein, amely a genom replikációjához szükséges és nagyobb mennyiségben gyűlik fel annak helyszínén.
Az NSP3 a virális mRNS-hez kötődik és az a feladata, hogy leállítsa a sejt saját proteinjeinek szintézisét; kikapcsolja azt a két transzlációiniciációs faktort, amire feltétlenül szükség van a gazdasejt mRNS-ének átírásához. Az NSP3 először leválasztja a poli(A)-kötő fehérjét (PABP) az eIF4F transzlációiniciációs faktorról. A PABP a megfelelő 3' poli(A)-farokkal rendelkező mRNS-ek (vagyis a gazdasejt szinte valamennyi mRNS-e) átírásához szükséges. Az NSP3 ezután foszforiláció elősegítésével inaktiválja az eIF2-t. A 3' poli(A)-farkat nem tartalmazó virális mRNS-nek nincs szüksége a fenti faktorokra.
Az NSP4 egy enterotoxin (az elsőként felfedezett virális enterotoxin), amely hasmenést indukál.
Az NSP5-öt a 11-es genomszegmens kódolja. A fertőzött sejtekben a viroplazmában (a citoplazma azon helyén, ahol a vírusszaporodás történik) gyülemlik fel.
Az NSP6 is képes nukleinsavakhoz kötődni és szintén a 11. szegmens egy alternatív leolvasású ORF-ja (nyitott leolvasási keret, gyakorlatilag gén) kódolja.
| RNS-szegmens (gén) | Méret (bázispár) | Fehérje    | Molekulasúly (kDa) | Elhelyezkedés          | Szám viriononként | Funkció                                                                    |
| ------------------ | ---------------- | ---------- | ------------------ | ---------------------- | ----------------- | -------------------------------------------------------------------------- |
| 1                  | 3302             | VP1        | 125                | A virion közepén       | 12                | RNSA-függő RNA-polimeráz                                                   |
| 2                  | 2690             | VP2        | 102                | A kapszid belső oldala | 120               | RNS-kötő                                                                   |
| 3                  | 2591             | VP3        | 88                 | A virion közepén       | 12                | metiltranszferáz, mRNS-„sapkát” készít                                     |
| 4                  | 2362             | VP4        | 87                 | Felszíni tüske         | 180               | Célsejthez való kapcsolódás, virulencia                                    |
| 5                  | 1611             | NSP1       | 59                 | Nem-struktúr fehérje   | 0                 | 5'RNS-hez kötődés, interferon-antagonista                                  |
| 6                  | 1356             | VP6        | 45                 | Kapszidfehérje         | 780               | Struktúrfehérje, az egyik legfontosabb antigén                             |
| 7                  | 1104             | NSP3       | 37                 | Nem-struktúr fehérje   | 0                 | Aktiválja a virális mRNS-t és lekapcsolja a sejt proteinjeinek szintézisét |
| 8                  | 1059             | NSP2       | 35                 | Nem-struktúr fehérje   | 0                 | Az RNS-genom becsomagolását végző NTP-áz                                   |
| 9                  | 1062             | VP71 VP72  | 38 és 34           | Felszíni               | 780               | Struktúrfehérje, immunrendszeri célpont                                    |
| 10                 | 751              | NSP4       | 20                 | Nem-struktúr fehérje   | 0                 | Enterotoxin                                                                |
| 11                 | 667              | NSP5, NSP6 | 22                 | Nem-struktúr fehérje   | 0                 | Az NSP2 modulátorai, egy- és kétszálú RNS-t is kötnek, foszfoproteinek     |

A fenti adatok az SA11 majom-rotavírusra igazak. A pontos méretek más törzseknél eltérhetnek.

### Replikáció

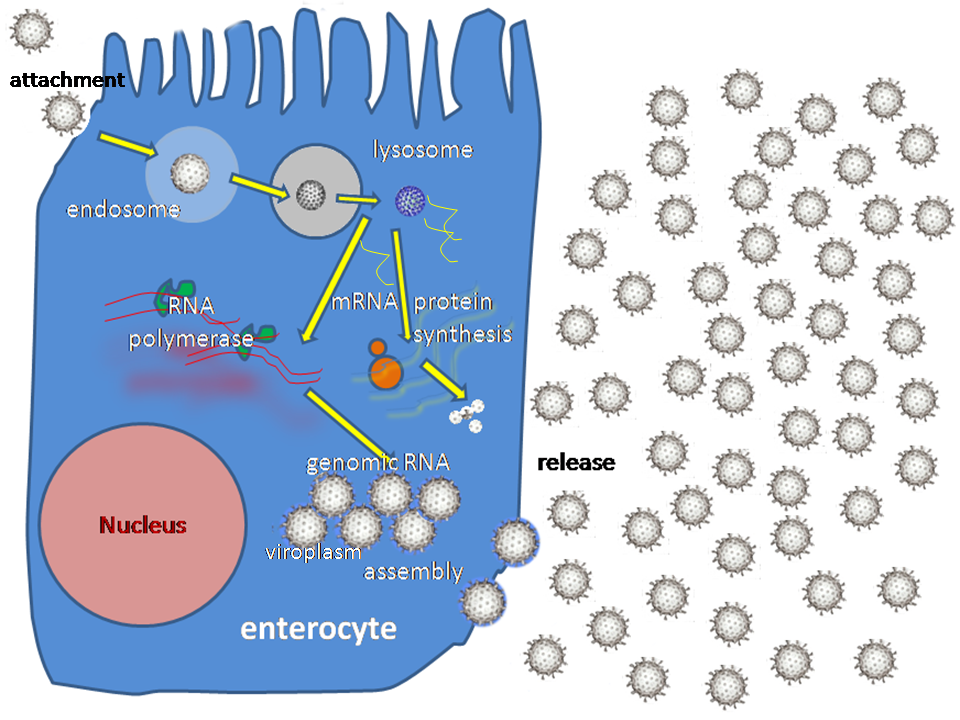
A rotavírusok replikációs ciklusa

A vírus a felszíni receptorhoz való kötődés után endocitózissal lép be a sejtbe, ahol egy emésztő vezikulumba, endoszómába kerül. A vírus külső fehérjéi (a VP7 és a VP4 tüske) megbontják az endoszóma membránját, a vírus kiszabadul a citoplazmába, de ez egyúttal a környezet kalciumkoncentrációjának megváltozásával is jár. Erre a szignálra a három alegységből álló VP7 darabjaira esik, a kapszidot csak annak második és harmadik (VP2-ből és VP6-ból álló) rétege alkotja ezután.
A genom 11 db kettős RNS-e továbbra is a kapszidváz védelmében marad, míg a virális RNS-polimeráz elkezdi lemásolni őket. Azzal, hogy a genom nem lép ki a citoplazmába, a vírus kikerüli a sejt belső védelmi rendszereit, mint az RNS-intereferenciát, melyet a kettős szálú RNS jelenléte indít be.
Az RNS-polimeráz mind fehérjeszintézis, mind genommásolás céljából írja át az RNS-genomot. A rotavírusok fehérjéi a citoplazma egy jól elhatárolható helyén, az ún. viroplazmában gyűlnek fel. A viroplazmában a pozitív-szenz RNS-szál (amelyről a vírus-mRNS íródik át) védve van az siRNS (kis interferáló RNS)-indukálta lebontástól. A viroplazmák már két órával a fertőzés megkezdése után kialakulnak a sejtmag mellett és itt történik a virionok összecsomagolása, leginkább az NSP5 és NSP2 közreműködésével. Az NSP5 kikapcsolása (pl. RNS-interferencia segítségével) drasztikus módon lecsökkenti a rotavírusok replikációs hatékonyságát. A kétrétegű kapsziddal rendelkező, félkész virionok az endoplazmatikus retikulunhoz vándorolnak, ahol megkapják a harmadik, külső réteget. A kész virionok a sejt lízisével kerülnek ki a környezetbe.

## Terjedés

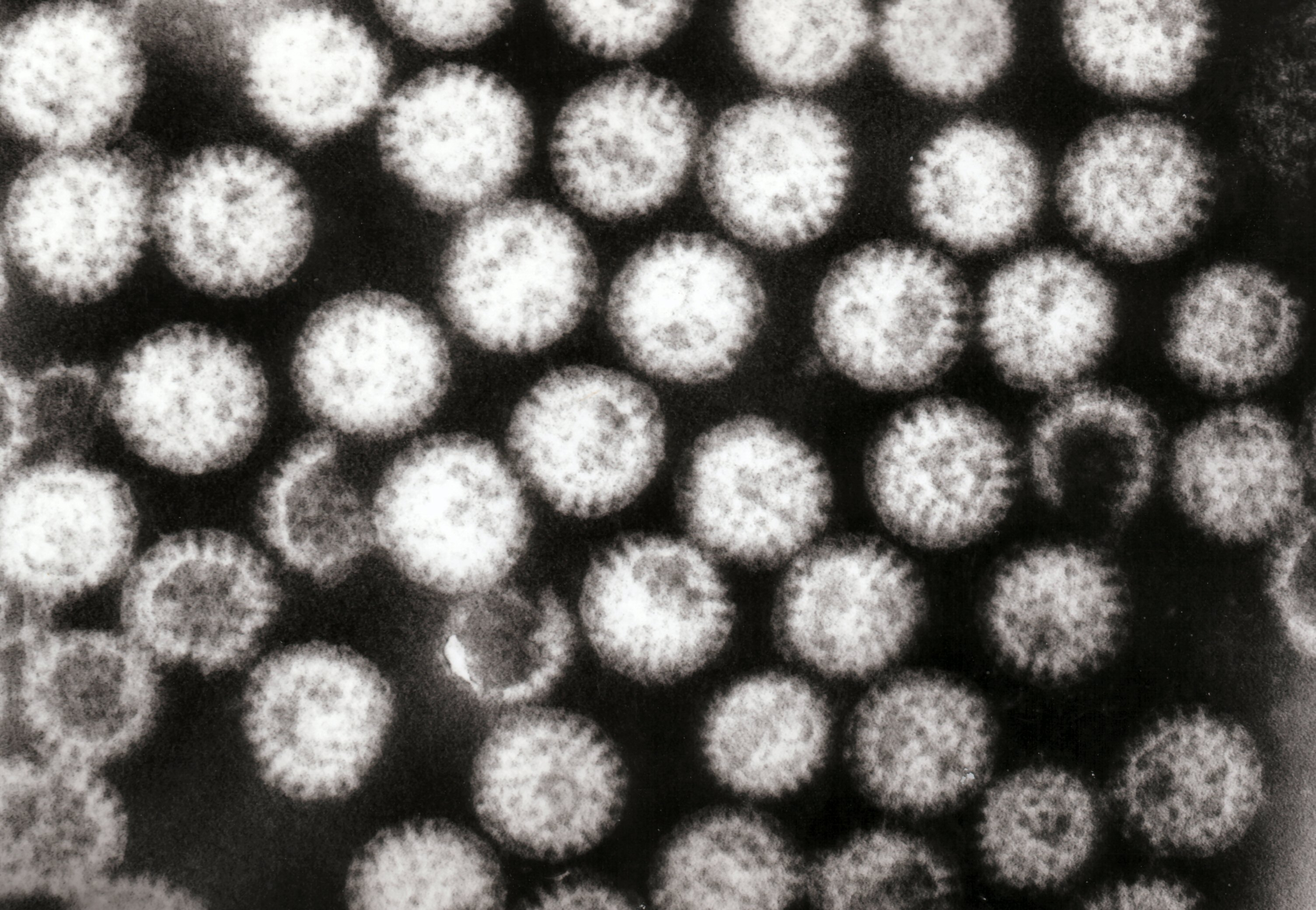
Székletből izolált rotavírusok

A rotavírusok a beteg székletével terjednek. A szennyezett kéz, különböző felületek, tárgyak érintése és szájba kerülése adja át a fertőzést. Lehetséges, hogy cseppfertőzéssel, az aoroszolok belélegzésével is átadódik. A beteg széklete rendkívül fertőző, grammonként 10 billió életképes vírusrészecskét is tartalmazhat. A sikeres fertőzéshez kevesebb, mint 100 is elegendő.
A rotavírusok közepesen ellenállóak a környezetben, amerikai vizsgálatok az iszapban literenként átlag egy fertőzőképes viriont találtak, amelyek 9-19 napig maradtak aktívak. A baktériumok és paraziták ellen foganatosított közegészségügyi intézkedések a jelek szerint nem hatásosak a rotavírusok ellen, mert előfordulásuk a fejlett és fejlődő országokban hasonló.

## A fertőzés tünetei
A rotavírusos enteritisz lehet enyhe vagy súlyos betegség, amelynek tünetei émelygés, hányás, vizes hasmenés és hőemelkedés. A szimptómák általában a fertőzéstől számítva két nap múlva jelennek meg. A betegség gyors lefolyású, általában hányással kezdődik, amit négy-nyolc napos, erőteljes hasmenéses időszak követ. A kiszáradás jóval gyakoribb, mint a bakteriális eredetű bélpanaszok esetében és a halálozások többségét ez okozza.
A rotavírus A több alkalommal is megfertőzhet valakit élete során: az első többnyire még jellemző tüneteket okoz, de ahogyan az immunrendszer alkalmazkodik, az ezt követő fertőzések jóval enyhébbek vagy akár tünetmentesek. Ennek megfelelően a szimptómás fertőzések a két év alatti gyerekek körében a leggyakoribbak és a kor előrehaladtával (akár 45 éves korig) egyre ritkábbá válnak. A legsúlyosabb esetek a 0,5-2 éves gyerekek, az idősek és az immunhiányos páciensek közül kerülnek ki. A gyerekkorban megszerzett immunitás miatt a felnőttkori hasmenéses eseteket többnyire nem rotavírus okozza, azonban a tünetmentes fertőzés is elég ahhoz, hogy fenntartsa a vírusok jelenlétét a közösségben. Vannak arra utaló jelek, hogy a vércsoporti szekrétor státusz (tehát hogy a vércsoport szerinti antigének ürülnek-e a testfolyadékokba), illetve a bél baktériumflórája befolyásolhatja a rotavírus-fertőzés lefolyását.

## A betegség mechanizmusa

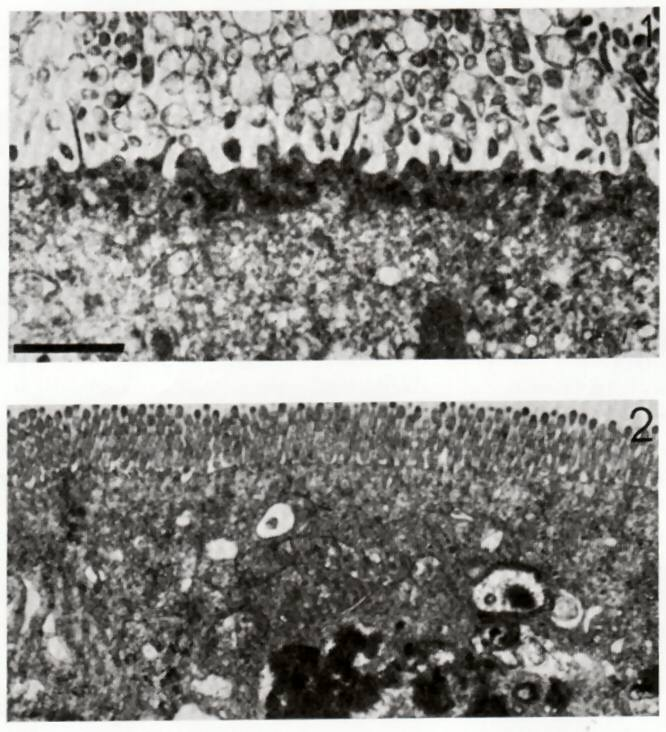
Rotavírus-fertőzte (fent) és egészséges (lent) enterociták

A rotavírusok a vékonybélhám bolyhainak sejtjeiben, az enterocitákban szaporodnak, amely során a hámszövetben jelentős szerkezeti és funkcionális változások lépnek fel. Emberekben és állatokban is előfordulhat, hogy a bélrendszerből szórványosan átterjedhetnek más szervekre és a makrofágokra is.
A hasmenéses tüneteknek több oka is van. A vírusszaporodás elpusztítja az enterocitákat, amely a tápanyagfelszívódás zavaraival jár. A vírus NSP4 proteinje egy enterotoxin, amely kalciumfüggő kloridszekréciót indukál, akadályozza a víz visszaszívását a bélüregből, csökkenti a mikrobolyhok diszacharidáz enzimeinek működését és aktiválja a helyi periférikus idegrendszer kalciumfüggő reflexeit. Az NSP4 a sejtmembránba ágyazódva ioncsatornaként működik és megnöveli a citoplazma kalciumkoncentrációját, amely a virion összeszerelődéséhez szükséges. A megnövekedett kalciumszint autofágiát (önmegsemmisítést) indít be az érintett sejteknél.
NSP4-szekrécióval kijuthat a fertőzött sejtből. Ez az extracelluláris forma, melyet a bél proteázenzimei módosítanak, enterotoxinként viselkedve az egészséges sejtek integrinreceptorához kapcsolódik, azok belső kalciumszintjét is megnöveli, további autofágiát és kiválasztásos hasmenést indukálva.
A rotavírus-fertőzésre jellemző hányást az okozza, hogy a vírus az emésztőrendszer enterokromaffin sejtjeit is megtámadja. A fertőzés szerotonintermelést indukál, amely aktiválja a vagális afferens idegeket, amelyek az agytörzsben hányási reflexet idéznek elő.
Az egészséges enterociták laktáz enzimet választanak ki a vékonybél üregébe. Pusztulásukkal enzimhiány és tejcukor-érzékenység lép fel, amely néhány hétig tart. Amikor a gyerek a betegség után ismét tejet kap, ismét enyhe hasmenés léphet fel, ezúttal a tejcukor bakteriális fermentációjának következtében.

## Immunválasz

### Specifikus immunválasz
A rotavírusok a B- és T-sejtek immunválaszát is kiváltják. A VP4 és VP7 elleni ellenanyagok csökkentik a vírusok fertőzőképességét. Az antitesteket az IgM, IgA és IgG típusú fehérvérsejtek is termelik. A magában beadott tisztított antitestek is védenek a fertőzéstől. Az újszülötteket kb. fél éves korig az anyától kapott IgG ellenanyagok védik, ám ezek egyúttal csökkentik a védőoltás hatékonyságát is.

### Veleszületett immunválasz
A fertőzés beindítja a sejtek beépített vírusellenes védekezését, I. és III. típusú interferonok és más citokinek termelődnek, amelyek gátolják a vírusreplikációt, a makrofágok és természetes ölősejtek pedig elpusztítják a fertőzött sejteket. A vírus kettős szálú RNS-ét felismerik a belső receptorok (mint a Toll-szerű receptorok), amelyek szintén interferontermelést indít el. A rotavírusok NSP1 proteinje képes az interferon I blokkolására az IRF3, IRF5 és IRF7 regulációs fehérjék kikapcsolásával.

### A védettség jele
A vérben a specifikus IgG és IgA, a bélben az IgA a jele annak, hogy a szervezet védett a rotavírus-infekcióval szemben. Az IgG és IgA megfelelően magas (>1:200) szintje a vérszérumban elegendő a fertőzés kivédésére; az IgA-szint és a védőoltás hatékonysága között egyértelmű összefüggés mutatható ki.

## Diagnózis
A rotavírus-fertőzöttség megállapítása általában a bélhurut diagnózisát követi. A kórházba kerülő gyerekeket általában letesztelik rotavírus A-ra; a kórokozót a székletből mutatják ki antigénvizsgálattal. Több, elegendően érzékeny és specifikus teszt is rendelkezésre áll, amelyek a rotavírus A valamennyi szerotípusát felismerik. Kutatólaboratóriumok polimeráz-láncreakcióval (PCR) vagy elektronmikroszkóppal is kimutathatják a vírust. Mivel a vírusgenom RNS-ből áll, reverz transzkripciós PCR-re (RT-PCR) van szükség, de ebből is kifejlesztettek már olyat, amely képes kimutatni valamennyi humán rotavírus fajt és szerotípust.

## Kezelés
A rotavírus-fertőzés kezelése a tünetek enyhítésére és mindenekelőtt a kiszáradás elkerülésére szorítkozik. Súlyos esetben a dehidratáció a páciens halálát is okozhatja. Kevésébé súlyos esetben a szájon történő folyadékpótlás is elegendő, cukros-sós víz adásával. A WHO és az UNICEF 2004-ben a heveny hasmenés kezelésére alacsony ozmolaritású folyadék itatását és a cinkpótlást ajánlotta. Komoly folyadékvesztés esetén a rehidratációt kórházban végzik infúzió vagy nazogasztrikus szonda segítségével, a páciens elektrolit- és vércukorszintjét pedig folyamatosan monitorozzák. A bélflórát helyreállító probiotikus készítmények (mint a Lactobacillus rhamnosus és Saccharomyces boulardii, esetleg olyan vegyületek mint a dioszmektit vagy a racekadotril) csökkenthetik a hasmenéses időszak tartamát. A rotavírus-fertőzés ritkán jár komplikációval és megfelelő kezelés mellett a prognózis igen jó.

## Megelőzés
A rotavírusok rendkívül fertőzőképesek és nem áll rendelkezésre ellenük specifikus antibiotikum vagy más gyógyszer. A higiéniai viszonyok javulása nem hozza magával a fertőzés gyakoriságának jelentős csökkenését és a kiszáradást megelőző terápia sem teszi nélkülözhetővé a kórházi kezelést a súlyos esetekben; ezért a visszaszorítására tett legfontosabb közegészségügyi intézkedés a lakosság védőoltással való ellátása. Az Egyesült Államokban 1998-ban kapott engedélyt az első vakcina. A klinikai teszteket az USA-ban, Finnországban és Venezuelában végezték. A védőoltás komolyabb mellékhatás nélkül 80-100%-os védettséget biztosított a rotavírus A ellen. Miután azonban kiderült, hogy 12 ezer gyerekből egyben megnöveli a bélbetüremkedés (intussusceptio) esélyét, 1999-ben kivonták a piacról. Az intézkedést többen kritizálták, rámutatva, hogy az oltóanyag haszna jóval nagyobb lett volna, mint az általa jelentett kockázat. 2006-ra két újabb vakcinát fejlesztettek ki, amelyek már kellően biztonságosnak bizonyultak. 2009-ben a WHO javasolta, hogy a rotavírus elleni védőoltást vegyék fel az egyes országok immunizációs programjába.
A javaslat szerint eljáró országokban a rotavírus-fertőzés előfordulása és a súlyos esetek száma jelentősen visszaesett. Egy 2014-es felmérés úgy találta, hogy az oltóprogramok 49-92%-kal csökkentették a rotavírus-okozta hospitalizált esetek számát, általában pedig a kórházba került súlyos hasmenéses esetek száma 17-55%-kal esett vissza. Mexikóban például a világon az elsők között vezették be a vakcinációt 2006-ban és 2009-ben már 65%-os csökkenést tapasztaltak a kétévesnék fiatalabb kisgyerekeknél a hasmenés okozta halálozások tekintetében. Nicaragua 2006-ban az első fejlődő ország volt, amely bevezette a rotavírus elleni oltóprogramot és a fertőzések száma hamarosan 40%-kal, az orvoshoz fordulások száma pedig kb. 50%-kal esett vissza. Az Egyesült Államokban 2006 óta 86%-kal csökkent a rotavírushoz köthető hospitalizációk száma. A programok a nem oltott gyerekek esetében is csökkentették a fertőződés esélyét, mert jelentősen visszaesett a cirkuláló vírusok aránya is. Hasonló tapasztalatokat szereztek az afrikai és ázsiai fejlődő országokban is, ahol korábban a vírusok a legtöbb halálos áldozatot szedték. Európában a nemzeti oltóprogramok hatására 65-84%-os csökkenést tapasztaltak a fertőzések számában. Az egész világot tekintve a vakcináció átlagosan 67%-kal csökkentette az adott tünetekhez kötődő kórházi beutalásokat és ügyeleti kezeléseket. Magyarországon 2017-ben nem volt kötelező a rotavírus elleni vakcina beadása, az érintett gyerekpopuláció átoltottságát 25%-osra becsülték.

## Epidemiológia

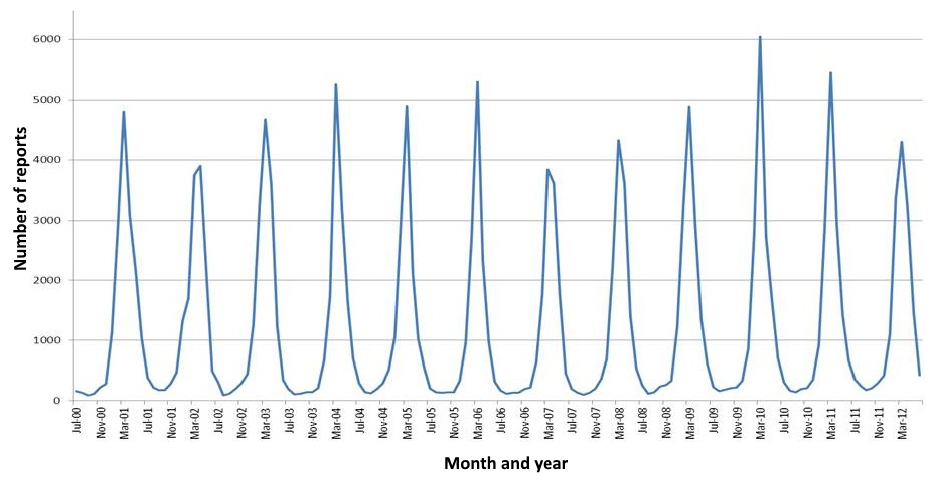
A rotavírus-fertőzések előfordulása télen jóval magasabb (angol adatok).

A rotavírusos megbetegedések 90%-áért felelős rotavírus A az egész világon előfordul. Évente több millió hasmenéses esetet okoz, amelyek közül csak 2013-ban több mint 215 ezer bizonyult halálos kimenetelűnek, 90%-uk a fejlődő országokban. Ötéves koráig szinte minden gyerek találkozik a vírussal legalább egyszer. A csecsemők és kisgyerekek között a rotavírusok a leggyakoribb kórokozói a súlyos hasmenéses megbetegedéseknek, a kórházi ápolást igénylő esetek kb. harmadáért, az ilyen okból történő halálozások 37%-ért és az öt év alatti gyerekek haláleseteinek 5%-ért felelősek. Az érintett fiúknak kétszer nagyobb az esélye a kórházba kerülésre, mint a lányoknak.
A vakcinálási kor előtt a fertőzések többsége az év hűvös, száraz időszakaiban következett be.
Helyi járványok gyakran fordulnak elő kórházban fekvő csecsemők, bölcsődések vagy óvodások, esetenként otthonban élő idősek körében. Az Egyesült Államokban még 1981-ben is előfordult, hogy a szennyezett vezetékes víz közvetítette a fertőzést.
Az eddigi legszélesebb körű hasmenésjárvány 2005-ben történt Nicaraguában. A kórokozó egy mutáción átesett rotavírus A-törzs volt, amely feltehetően képes volt kijátszani a lakosság már meglevő immunitását. Hasonlóan jelentős járvány zajlott le 1977-ben Brazíliában.
A rotavírus B Kínában váltott ki több alkalommal minden korosztályt érintő járványt; ilyenkor általában a vezetékes víz szennyeződött a csatornából. 1998-ban Indiában zajlott le egy helyi, endemikus törzs (az ún. CAL) által okozott rotavírus B-járvány. A világ más részein a rotavírus B ritka, pl. az Egyesült Államok felnőtt lakóinak nincs is ellene immunitásuk.
A rotavírus C-esetek igen ritkák és elszigeteltek, kisebb járványok családokon belül fordulhatnak elő.

## Egyéb gazdaállatok

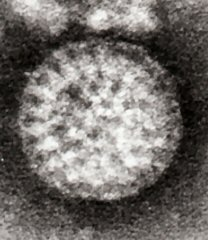
Rotavírus elektronmikroszkópos képe Flewett egyik eredeti felvételén

A rotavírusok számos emlősfaj kicsinyeit képesek megtámadni és mind a házi-, mind a vadállatok körében hasmenésjárványokat okoznak. A haszonállatok körében főleg a borjakat és malacokat betegítik meg, és a kezelési költségek, valamint az elhullások miatt jelentős gazdasági károkat okozhatnak. Feltételezik, hogy a humán törzsek esetenként genetikai információt cserélhetnek az állatokat fertőző vírusokkal. Néhány esetben kimutatható volt, hogy az állati törzsek közvetlenül embereket is megbetegítettek, vagy RNS-szegmeneseiket kicserélték a humán vírusváltozatokkal.

## Felfedezésük
Jacob Light és Horace Hodes 1943-ban kimutatta, hogy fertőző hasmenésben szenvedő gyerekek székletéből nyert, baktériumszűrön áthatoló ágens szarvasmarhánál is hasonló tüneteket produkál. Három évtizeddel később a megőrzött mintákból kiderült, hogy rotavírusokkal dolgoztak. Időközben felfedezték, hogy egy egérvírus hasonló szerkezetű, mint a szarvasmarhákat megbetegítő kórokozó. Az ausztrál Ruth Bishop és munkatársai 1973-ban gyerekek székletében hasonló felépítésű vírusokat találtak. A brit Thomas Henry Flewett javasolta a rotavírus elnevezést, mert az elektronmikroszkópos képeken a vírusrészecskék kerékre (latinul rota) emlékeztették. 1976-ban más állatfajokból is leírtak hasonló szerkezetű és természetű vírusokat. A szerotípusokat először 1980-ban különítették el, és a következő évben majomvese-sejtkultúrában tenyészteni is sikerült a vírusokat. Ekkor derült ki, hogy a replikációhoz feltétlenül szükség van a tripszin emésztőenzimre is. A tenyésztés segítségével jelentősen felgyorsult a kutatás és az 1980-as évek közepén megkezdődhettek az első vakcinakísérletek.

## Fordítás
- Ez a szócikk részben vagy egészben  a   Rotavirus című angol Wikipédia-szócikk ezen változatának fordításán alapul.  Az eredeti cikk szerkesztőit annak laptörténete sorolja fel. Ez a jelzés csupán a megfogalmazás eredetét és a szerzői jogokat jelzi, nem szolgál a cikkben szereplő információk forrásmegjelöléseként.